# Kaiai
Kaiai (Schreibvarianten: Kayai oder Kai Hai; Namensvariante: selten Ngunta) ist eine Ortschaft im westafrikanischen Staat Gambia.
Nach einer Berechnung für das Jahr 2013 leben dort etwa 812 Einwohner, das Ergebnis der letzten veröffentlichten Volkszählung von 1993 betrug 604.

## Geographie
Kaiai liegt in der Verwaltungseinheit Central River Region, Distrikt Niani, ungefähr zweieinhalb Kilometer nördlich des Ufers des Gambia-Flusses, in der Höhe der Kai Hai Islands.

## Geschichte
Der britische Afrikaforscher Mungo Park kam auf der Rückkehr von seiner ersten Reise durch Kaiai, das er als Kayee bezeichnete, und trat hier 1797 seine Rückreise nach Europa an.

## Kultur und Sehenswürdigkeiten
Bei Kaiai ist eine alte Kultstätte bekannt.

## Söhne und Töchter der Stadt
- Dembo Jobarteh (1976–2008), Musiker